# Escarrilla
Escarrilla (en aragonés Escarriella) es una localidad española dentro del municipio de Sallent de Gállego, en el Alto Gállego, provincia de Huesca (Aragón). Se enclava en el pirenaico valle de Tena, a 1120 m s. n. m.

## Historia
Su toponimia es un diminutivo de Escarra, nombre del río que confluye en el Gállego junto a la población. El caserío se extiende en dos barriadas ocupando una vaguada en mitad del valle, paisaje que acaba quebrado por el cañón de casi 40 metros de profundidad que han ido labrando ambos cursos fluviales. 
Aparece citada por primera vez en documentación de 1235,figurando a lo largo de la Edad Media con nombres como Scarriellya, Escariala y Escariella. En 1295 Escarrilla ya aparece documentada como propiedad del rey de Aragón. Perteneció al corregimiento de Jaca hasta que configuró municipio propio junto a Sandiniés en 1845. Ambas poblaciones, en unión con Tramacastilla, Piedrafita, Búbal y Saqués, conformaron el quiñón de La Partacua, uno de los tres territorios históricos en los que se dividía el Valle de Tena. En los años 70 se incorporó finalmente al término de Sallent.

## Demografía
| Gráfica de evolución demográfica de Escarrilla entre 1842 y 1970 |
| |
| Población de derecho según los censos de población del INE Población de hecho según los censos de población del INEEntre el censo de 1857 y el anterior, este municipio desaparece porque se integra en el municipio Sandinies Entre el censo de 1897 y el anterior, aparece este municipio porque cambia de nombre y desaparece el municipio Sandiniés Entre el censo de 1981 y el anterior, este municipio desaparece porque se integra en el municipio Sallent de Gállego |

| 122        | 204 | 196 |
| (Fuente: ) |     |     |

## Turismo
Las tradicionales casas de piedra y tejados de pizarra menudean hoy entre las modernas construcciones destinadas al turismo, resultado del rápido crecimiento que le ha conferido su emplazamiento al borde mismo de la carretera y en el centro geográfico del valle. Cuenta con numerosos establecimientos hoteleros, campings y comercios.
Reseñable es su iglesia parroquial, con retablo barroco, donde recibe veneración la Virgen del Costechal. Famoso es también el viejo puente de piedra sobre el río Gállego que desde el siglo XIX salva el barranco en la carretera hacia Panticosa. La localidad es además punto de partida a diversas excursiones, muchas en torno al cercano embalse de Escarra y sus cimas aledañas.
Escarrilla celebra sus fiestas en torno al 20 de agosto en honor de San Joaquín.